# Сеульское национальное кладбище

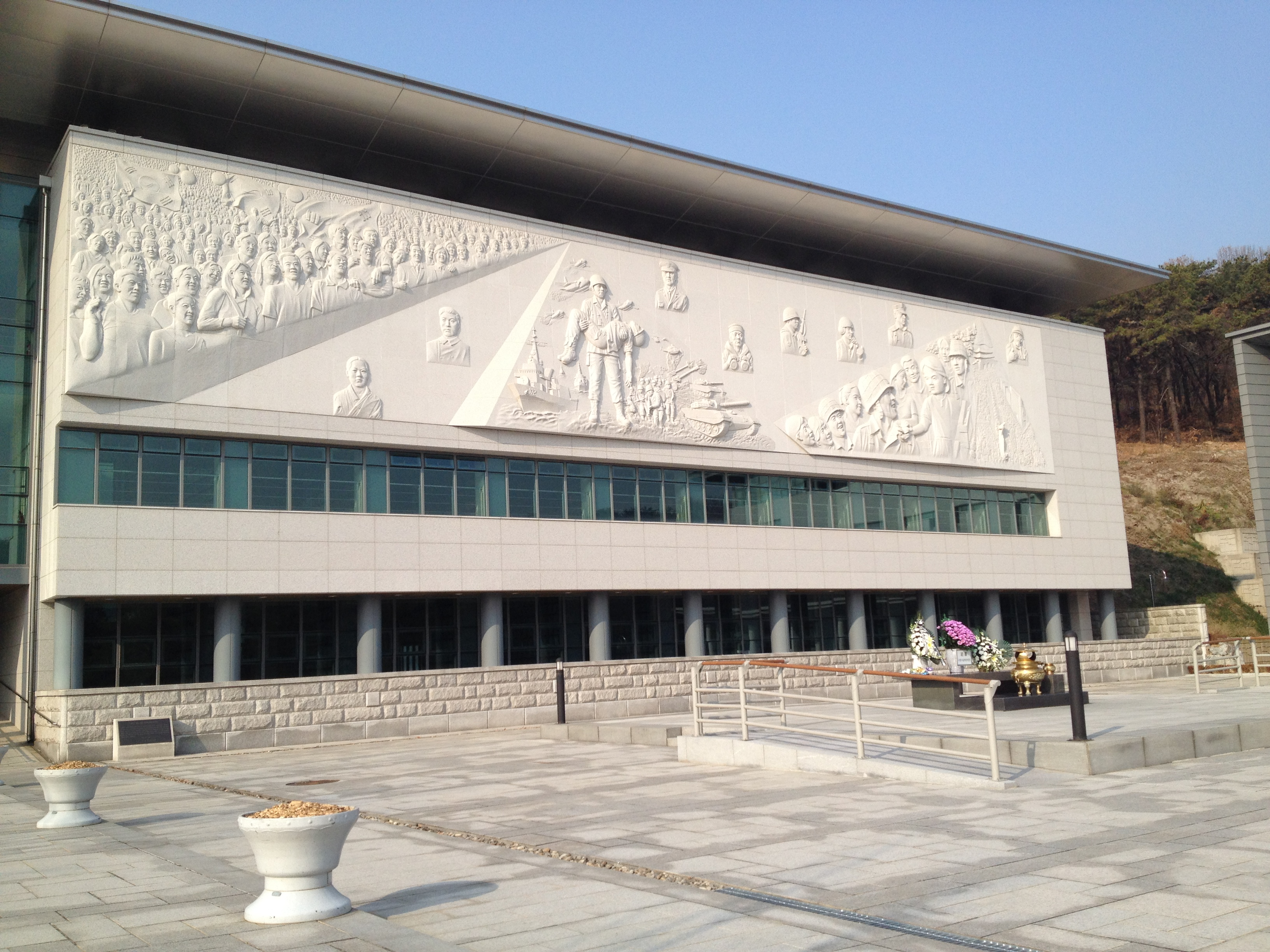
Центральный вход

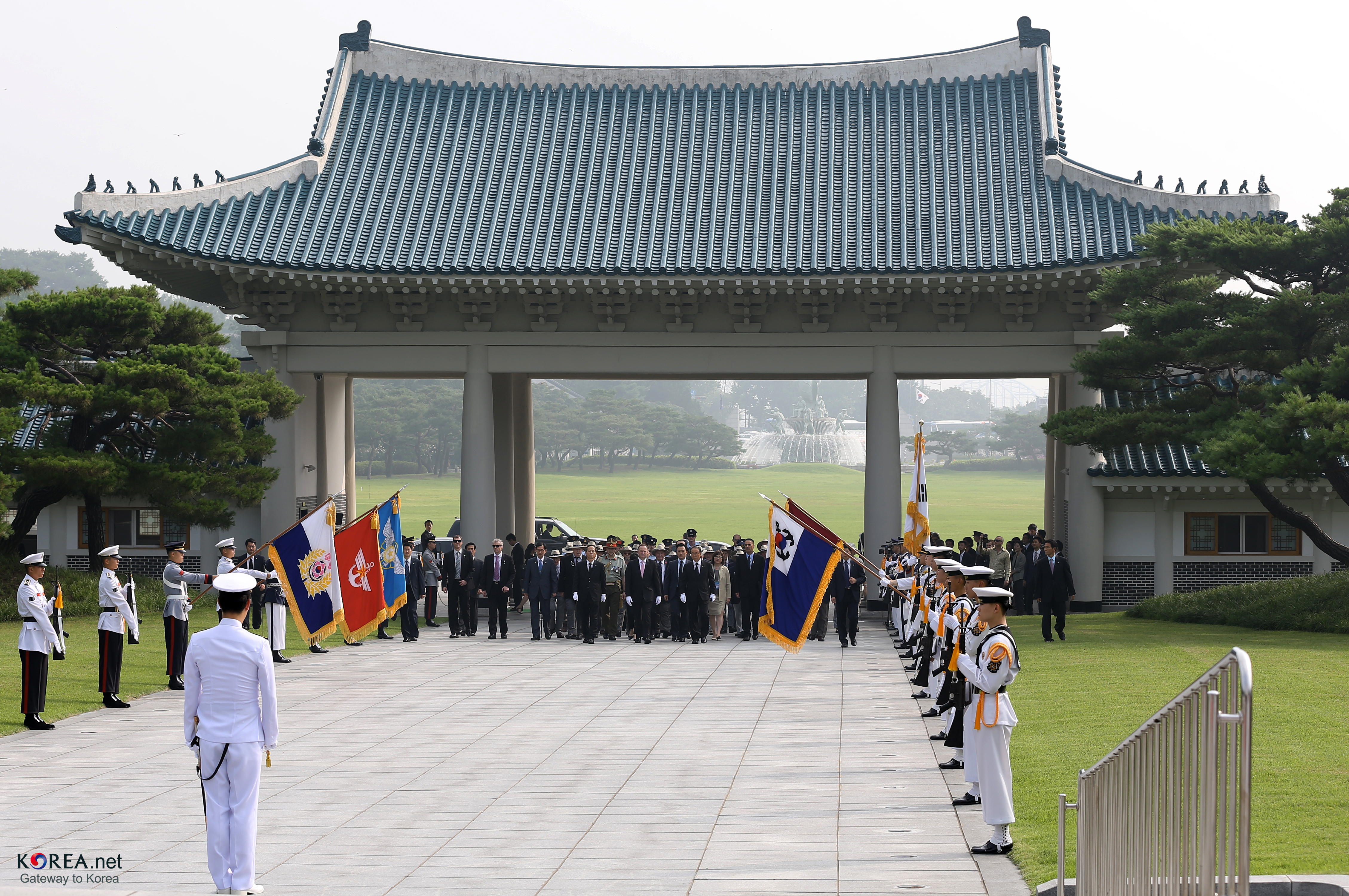
Церемониальные ворота

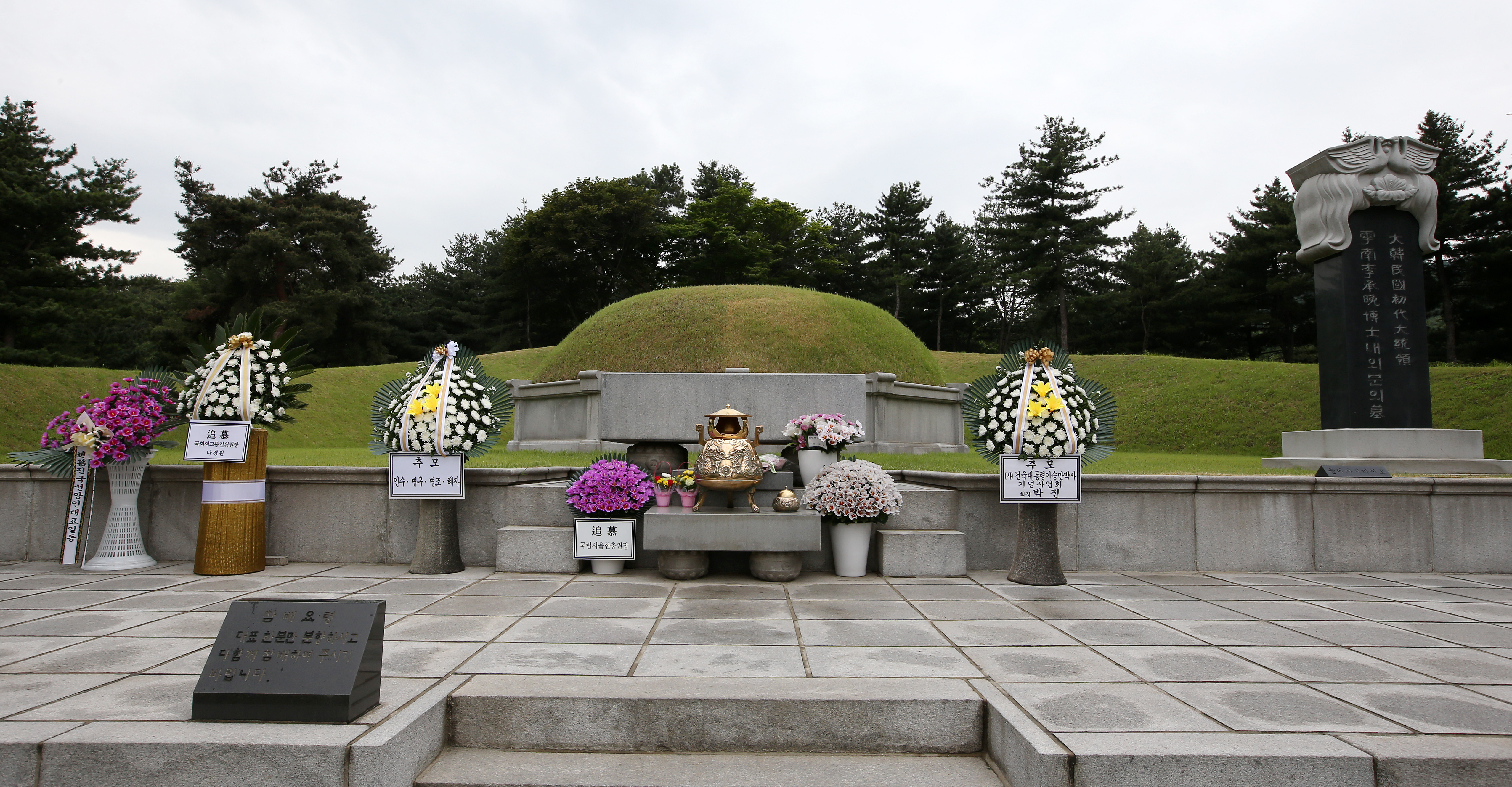
Могила президента Ли Сын Мана на Сеульском национальном кладбище

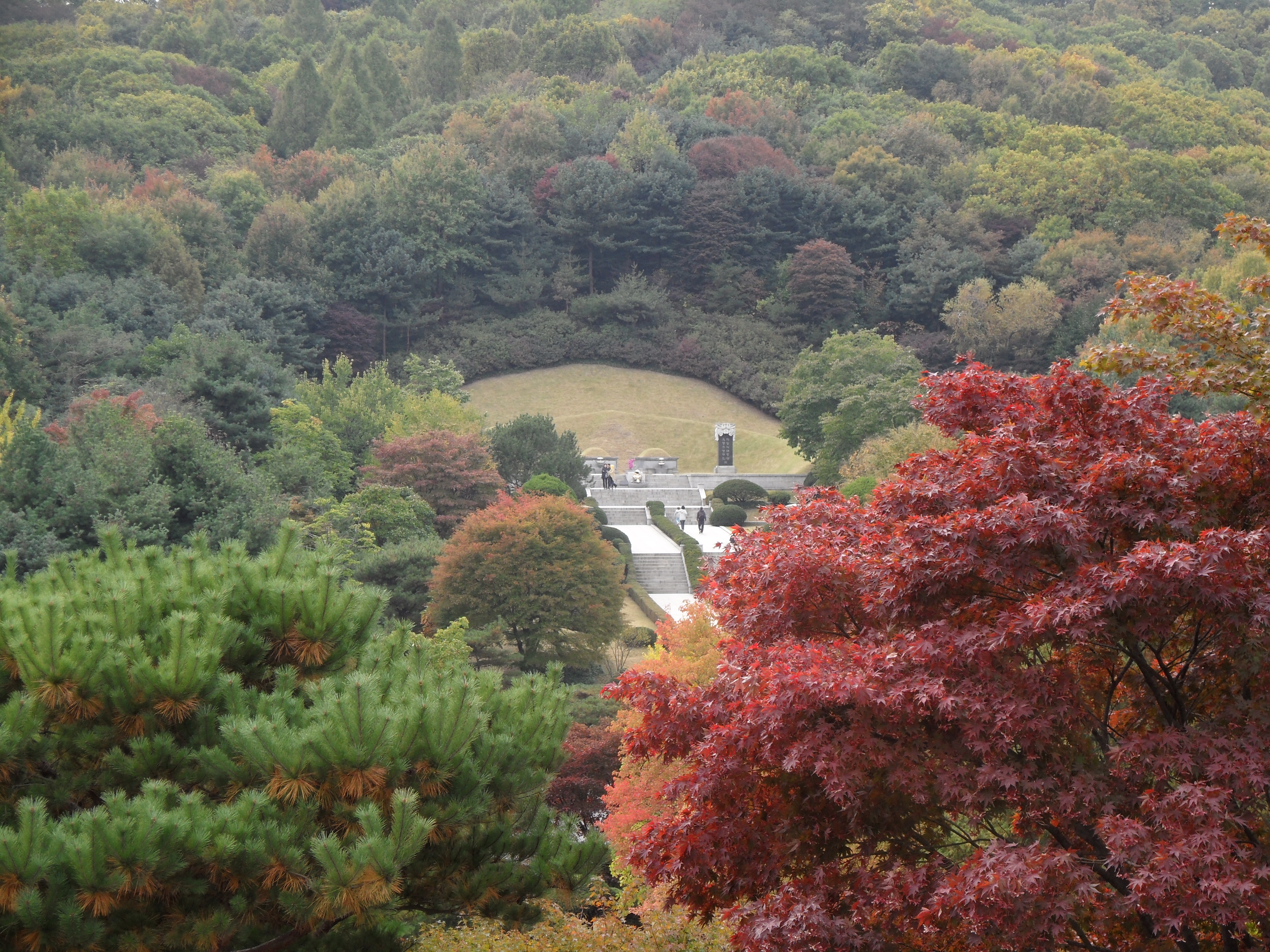
Могила президента Пак Чон Хи на Национальном кладбище в Сеуле

Сеульское национальное кладбище (кор. 국립서울현충원) — некрополь, расположенный в районе Тонджакку на юго-западе Сеула, столицы Республики Корея. Место упокоения корейских ветеранов и национальных героев, в том числе тех, кто погиб во время борьбы за независимость Кореи, Корейской войны и войны во Вьетнаме. Здесь же похоронены четыре президента Южной Кореи.
Сеульское национальное кладбище находится недалеко от станции метро Тонджак на Четвёртой и Девятой линии сеульского метро к югу от реки Ханган.
Общая площадь кладбища составляет около 1,419 тыс. м². Здесь покоятся около 165 тысяч национальных героев, отдавших свои жизни за Родину и солдат, защищавших свою страну. Среди них в память об около 7000 неизвестных солдат и около 104 тысяч, погибших в Корейскую войну, установлены мемориальные таблички. Также на национальном кладбище около 54 тыс. солдат и офицеров захоронены в индивидуальных могилах.

## История
Создано по указу президента Ли Сын Мана в 1956 году. Сеульское национальное кладбище являлось единственным национальным кладбищем в стране. В начале 1970-х годов кладбище достигло своей максимальной вместимости, поэтому в 1976 году было основано дополнительное Национальное кладбище Тэджон. Оба кладбища изначально находились в ведении Министерства обороны Республики Корея до 2006 года, когда Национальное кладбище Тэджон было передано Министерству по делам патриотов и ветеранов Южной Кореи.

## Известные персоны, похороненные на Сеульском национальном кладбище
- Ли Сын Ман — первый президент Южной Кореи — похоронен в 1965 г.
- Пак Чон Хи — третий президент Южной Кореи — похоронен в 1979 г.
- Юк Ён Су — жена президента Пак Чон Хи — похоронена в 1974 г.
- Чон Иль Гвон — премьер-министр Южной Кореи — похоронен в 1972 г.
- Ким Дэ Чжун — 8-й президент Южной Кореи — похоронен в 1994 г.
- Ким Ён Сам — 7-й президент Южной Кореи — похоронен в 2015 г.
- Ли Бом Сок — 1-й премьер-министр Южной Кореи — похоронен в 1972 г.
- Пак Тхэ Джун — 33-й премьер-министр Республики Корея — похоронен в 2011 г.
- Чхэ Мён Син — генерал армии РК — похоронен в 2013 г.
- Со Джэпхиль  — корейский активист, один из первых идеологов движения за независимость Кореи в годы японской оккупации, первый корейский натурализованный гражданин США — похоронен в 1994 г.
- Ли Хи Хо  — жена президента Ким Дэ Чжуна — похоронена в 2019 г.